# Tramvajová smyčka Sídliště Petřiny

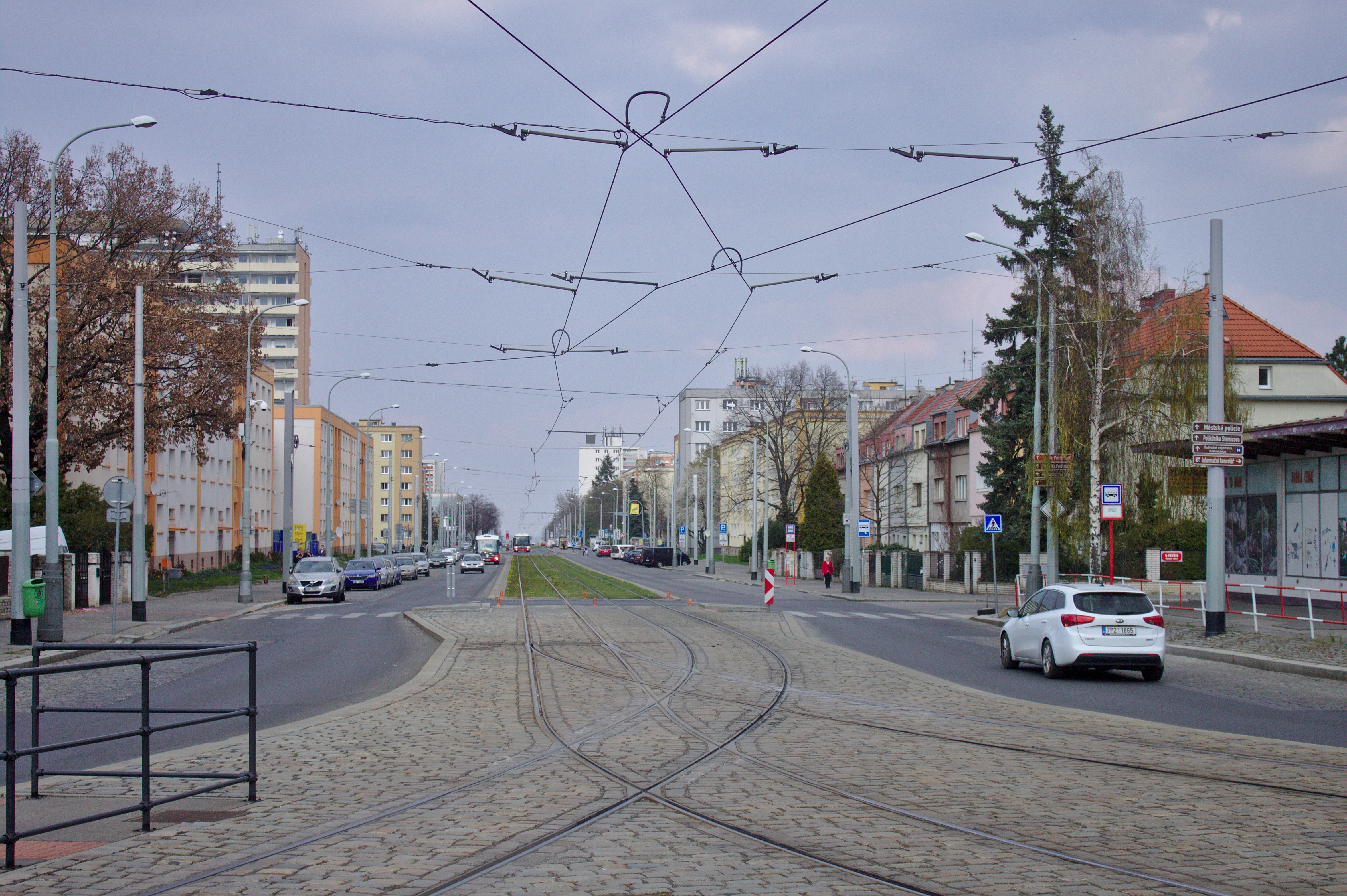
Od roku 2015 je smyčka jednokolejná s předjízdnou kolejí, projížděná ve směru hodinových ručiček

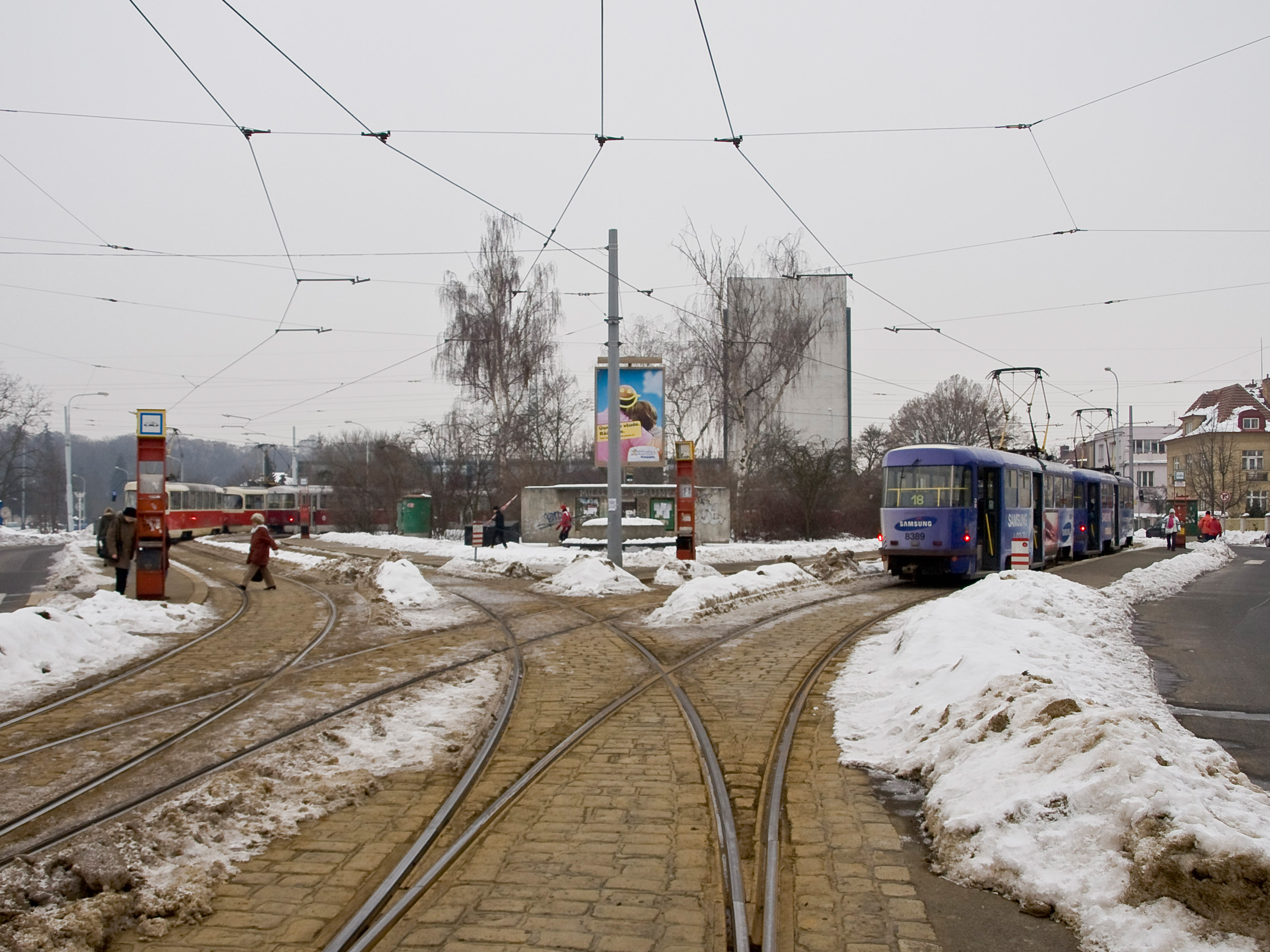
Pohled z trati do smyčky v době jejího protisměrného provedení (2010)

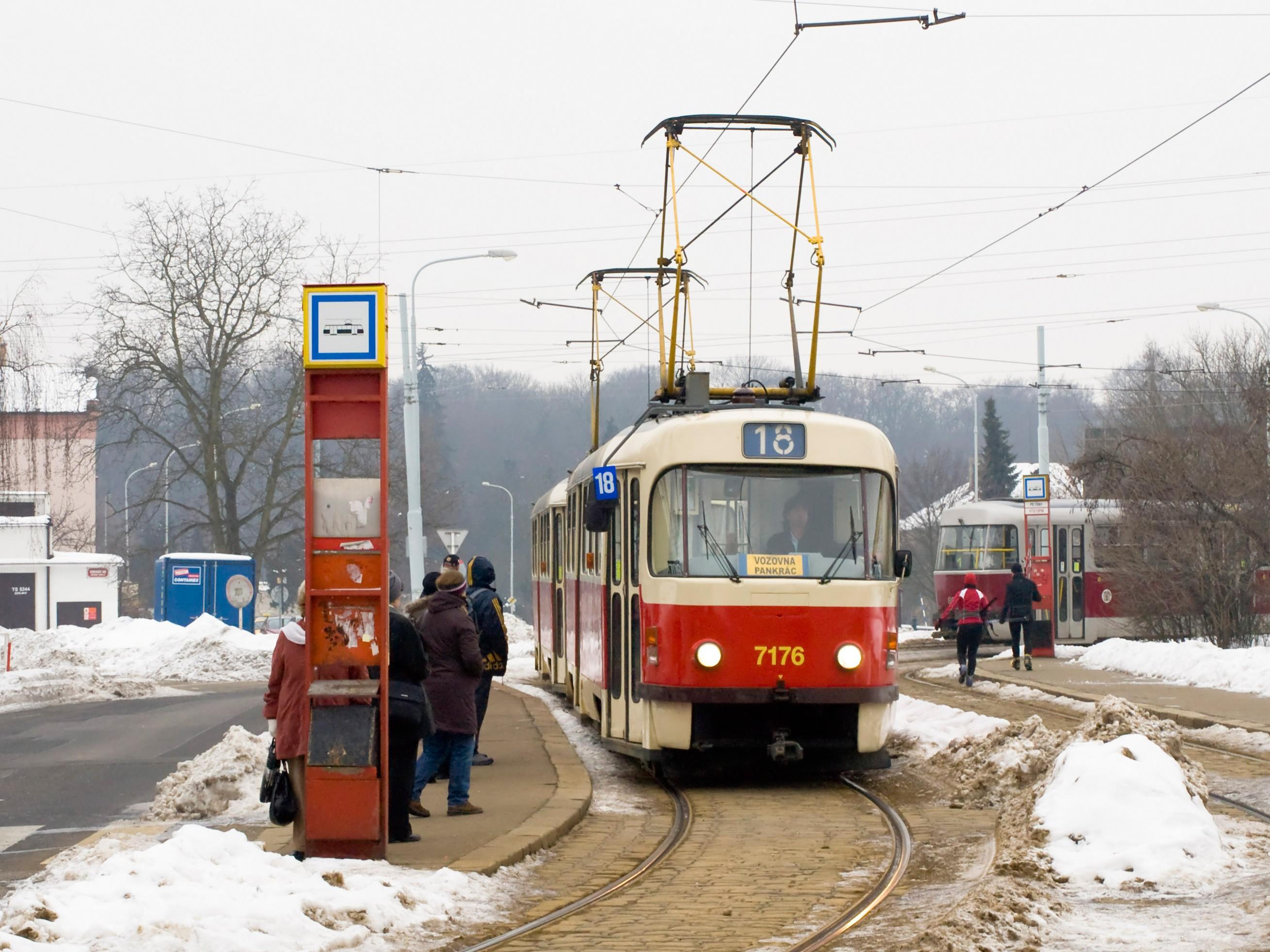
Vůz Tatra T3SUCS vypravený na linku 18 na odjezdové pozici vnější koleje (stav v roce 2010)

Tramvajová smyčka Sídliště Petřiny se nachází v Praze na Heyrovského náměstí, v Břevnově a okrajově ve Veleslavíně v městské části Praha 6. Ukončuje tramvajovou trať vedoucí od vozovny Střešovice.

## Historie
Smyčka byla zprovozněna a otevřena 26. listopadu 1950 slavnostní zahajovací jízdou. Původně se jednalo o jednokolejnou smyčku, 13. března 1961 se však z důvodu zvýšení kapacity dopravy i tato smyčka dočkala zdvojkolejnění. V létě 2015 prošla rekonstrukcí, v jejímž rámci bylo změněno provozní uspořádání smyčky z obousměrného na uspořádání s předjízdnou kolejí. 
V souvislosti s prodloužením linky metra A do stanice Nemocnice Motol v březnu 2015 došlo k přejmenování tramvajových (i autobusových) zastávek v oblasti. Stanice metra ve čtvrti získala jednoduchý název Petřiny a tímto jménem byla označena i blízká tramvajová zastávka, do té doby nesoucí název Obchodní dům Petřiny. Konečná zastávka se smyčkou Petřiny byla přejmenována na Sídliště Petřiny.

## Popis
Tramvajová smyčka Sídliště Petřiny se nachází na Heyrovského náměstí, obklopena ulicemi Na Petřinách, Štolbova, U Hvězdy, Polní a Předvoje. Převážná část náměstí i smyčky spadá do katastru Břevnova, pouze na severovýchodě malá část spadá do Veleslavína, stejně jako příjezdová kolej ke smyčce (hranice vede osou tramvajové trati), hranice Liboce je od smyčky vzdálena asi 90 metrů jihozápadním směrem. V dobách, kdy se před názvem konečné zastávky uváděl název čtvrti, konečná vystřídala označení „Horní Liboc, Petřiny“, „Břevnov, Petřiny“ i „Veleslavín, Petřiny“. Součástí obratiště jsou tramvajové zastávky, které původně nesly název Petřiny, v souvislosti se zavedením metra na Petřiny byly v březnu 2015 přejmenovány na název Sídliště Petřiny. V okolí tramvajového obratiště se nacházejí i stejnojmenná zastávky pro autobusy.
Od roku 1950 byla smyčka jednokolejná. Od roku 1961, kdy byla smyčka zdvojkolejněna, tramvaje do smyčky najížděly protisměrně (takové uspořádání získaly v té době též například smyčky Nový Hloubětín, (Starý) Hloubětín, Divoká Šárka či Ústřední dílny DP). Naposledy před rekonstrukcí užívaly vnější kolej linky 2 a 18 a vnitřní kolej linky 1 a 56. 
V rámci celkové rekonstrukce trati mezi 1. srpnem a 30. říjnem 2015 bylo uspořádání smyčky změněno. Po rekonstrukci tramvaje do smyčky najíždějí po směru hodinových ručiček, tj. vjezdová kolej se kříží s výjezdovou kolejí a zastávky jsou umístěny na vnitřní straně smyčky. Po rekonstrukci užívá linka 2 vnitřní kolej a linky 1 a 96 vnější kolej. V místě výstupních zastávek je smyčka dvojkolejná a každá kolej má výstupní zastávku zvlášť, v místě nástupní zastávky je smyčka jednokolejná.